# Отшелье (Костромская область)
Отшелье — упразднённая деревня в Антроповском районе Костромской области России.

## География
Урочище находится в центральной части Костромской области, в подзоне южной тайги, на правом берегу реки Хлоповицы, на расстоянии приблизительно 46 километров (по прямой) к юго-юго-западу от посёлка Антропово, административного центра района.

### Климат
Климат характеризуется как умеренно континентальный, с продолжительной холодной многоснежной зимой и коротким сравнительно тёплым летом. Среднегодовая температура воздуха — 2,5 °C. Средняя температура воздуха самого холодного месяца (января) — −12,6 °C (абсолютный минимум — −38 °C); самого тёплого месяца (июля) — 18,2 °C (абсолютный максимум — 36 °С). Годовое количество атмосферных осадков — 500—550 мм, из которых большая часть выпадает в тёплый период.

## История
В «Списке населенных мест Костромской губернии по сведениям 1870-72 годов» населённый пункт упомянут как деревня Макарьевского уезда, расположенная при колодцах, в 74 верстах от уездного города. В Отшелье насчитывалось 2 двора и проживало 5 человек (2 мужчины и 3 женщины).
В 1907 году в деревне, относящейся к Чудской волости, имелось 12 дворов и проживало 62 человека.
Упразднена не позднее 1981 года.